# Margaret Hoelzer
Margaret Hoelzer (ur. 30 marca 1983 w Huntsville) – amerykańska pływaczka, medalistka olimpijska, mistrzyni świata, rekordzistka świata, mistrzyni świata na krótkim basenie.
Obecnie trenuje na Uniwersytecie Auburn. Mierzy 180 cm.

## Sukcesy

### Igrzyska Olimpijskie w Pekinie(2008 r.)
- - 100 m stylem grzbietowym
- - 200 m stylem grzbietowym

### Mistrzostwa Świata w Barcelonie(2003 r.)
- - 200 m stylem grzbietowym

### Mistrzostwa Świata w Indianapolis(2004 r.) (basen 25 m)
- - 200 m stylem grzbietowym

### Mistrzostwa Świata w Montrealu(2005 r.)
- - 200 m stylem grzbietowym

### Mistrzostwa Świata w Szanghaju(2006 r.) (basen 25 m)
- - 200 m stylem grzbietowym
- - sztafeta, 4x100 m stylem zmiennym

### Mistrzostwa Świata w Melbourne(2007 r.)
- - 200 m stylem grzbietowym

### Mistrzostwa Świata w Manchesterze(2008 r.) (basen 25 m)
- - 200 m stylem grzbietowym